# Королевские регалии Ирландии

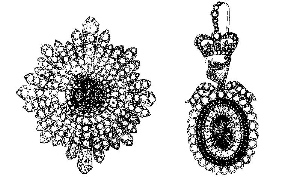
Королевские регалии Ирландии. Это изображение дважды в неделю публиковала Королевская ирландская полиция в 1907 году после кражи драгоценностей.

Королевские регалии Ирландии (англ. Irish Crown Jewels), официальное название регалии Ордена Святого Патрика (англ. Jewels of the Order of St Patrick) — драгоценности ирландской монархии, включавшие алмазную звезду и регалии Великого магистра ордена Святого Патрика. Учреждены в 1831 году специально для ордена Святого Патрика, образованного в 1783 году королём Георгом III в качестве ирландского аналога английского ордена Подвязки и шотландского ордена Чертополоха. Должность Великого магистра ордена занимал Лорд-лейтенант Ирландии.
Регалии были похищены в 1907 году из Дублинского замка вместе с цепями пяти рыцарей Ордена. Местонахождение регалий выяснить до настоящего времени не удалось.

## История
В 1783 году король Ирландии Георг III учредил Блистательнейший Орден Святого Патрика (англ.  Most Illustrious Order of Saint Patrick), который выступал эквивалентом английского Ордена Подвязки и шотландского Ордена Чертополоха. Великим Магистром Ордена Святого Патрика был монарх Ирландии, а с 1801 года, после объединения Ирландии с Соединенным Королевством — монарх Соединённого королевства Великобритании и Ирландии; в отсутствие монарха обязанности Великого Магистра исполнял лорд-лейтенант Ирландии. Знаки отличия Ордена надевали монарх — на церемонии принятия в орден новых рыцарей, и исполняющий обязанности Великого Магистра — на других торжественных церемониях.
Первоначально регалии Великого Магистра были лишь чуть более роскошными, чем знаки отличия рядового члена Ордена. В 1831 году Вильгельм IV в ходе пересмотра структуры Ордена заменил также регалии Великого Магистра на новые, включавшие 394 драгоценных камня из драгоценностей британской короны королевы Шарлотты и звезды Ордена Бани её мужа Георга III. Новый вид ордена Святого Патрика был следующим: на основе из синей эмали находился зелёный трилистник, выложенный из изумрудов и красный флаг Святого Патрика — из рубинов; девиз Ордена был выложен розовыми бриллиантами, а инкрустация — бразильскими бриллиантами чистой воды. Описания драгоценностей, размещённые в полицейских уведомлениях после кражи в 1907 году, выглядят следующим образом:

Алмазная звезда Великого Магистра Ордена Святого Патрика, состоящая из бриллиантов (бразильских камней) чистой воды, размером {\displaystyle 4{\frac {5}{8}}} на {\displaystyle 4{\frac {1}{4}}} дюйма, состоящая из восьми частей, четырёх больших и четырёх малых, выходящих из центра, содержащая крест из рубинов и трилистник из изумрудов, окружающих голубой эмалевый круг с надписью «Quis Separabit MDCCLXXXIII» с розовыми бриллиантами, инкрустированными на оборотной стороне. Стоимость около 14 000 фунтов стерлингов (эквивалент 1,34 млн фунтов стерлингов в ценах 2015 года).— DMP – poster 1 (англ.). Dublin Metropolitan Police. Дата обращения: 15 июня 2013. Архивировано из оригинала 6 февраля 2014 года.

Алмазный знак Великого Магистра Ордена Святого Патрика, изготовленный из серебра, содержащий трилистник из изумрудов на рубиновом кресте, окруженный эмалированным кругом синего цвета с надписью «Quis Separabit MDCCLXXXIII» с розовыми бриллиантами, окруженным венком трилистников из изумрудов, а также крупных одиночных бразильских бриллиантов чистой воды, увенчанный коронованной арфой также в бразильских камнях. Общий размер овала {\displaystyle 3} на {\displaystyle 2{\frac {3}{8}}} дюйма, высота {\displaystyle 5{\frac {5}{8}}} дюймов. Стоимость 16 000 фунтов стерлингов (эквивалент 1, 153 млн фунтов стерлингов в ценах 2015 года).— DMP – poster 2 (англ.). Dublin Metropolitan Police. Дата обращения: 15 июня 2013. Архивировано из оригинала 19 октября 2013 года.
Когда регалии Великого Магистра не использовались, они хранились в Дублинском замке под контролем гербового короля Ольстера.
Сам термин «драгоценности короны» (англ. Crown Jewels) применительно к регалиям Великого Магистра впервые был использован при пересмотре устава Ордена в 1905 году, а формулировка «Королевские регалии Ирландии» (англ. Irish Crown Jewels) появилась в газетных публикациях после похищения драгоценностей в 1907 году.

## Похищение

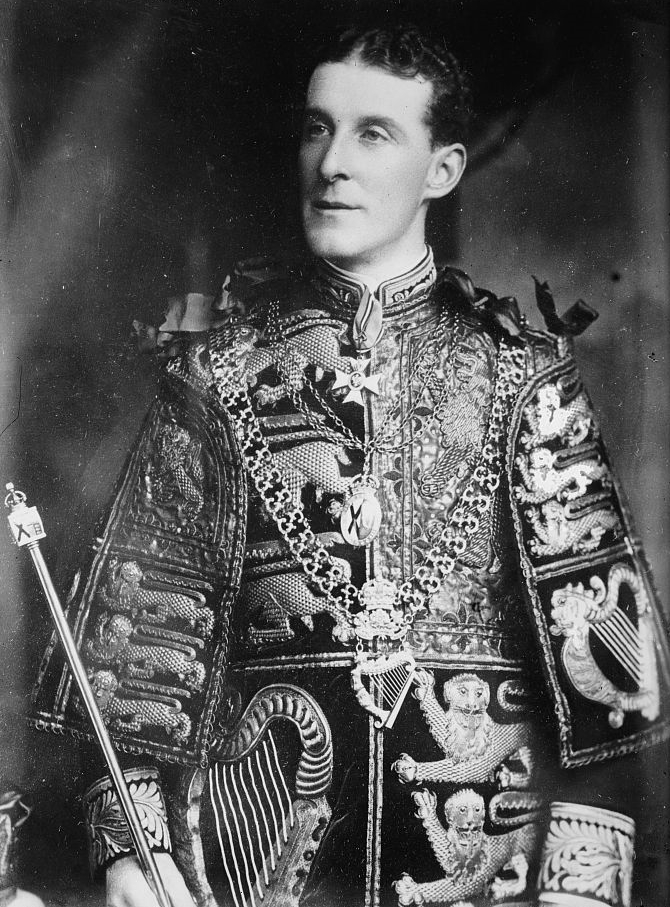
Сэр Артур Викарс, гербовый король Ольстера в 1893—1908 годах

В 1903 году для хранения регалий Великого Магистра в Дублинском замке, неподалеку от кабинета гербового короля Ольстера, была оборудована отдельная комната-хранилище, где предполагалось разместить специально изготовленный сейф. Но после доставки его в замок выяснилось, что сейф по габаритам не проходит в дверной проём комнаты-хранилища, и тогдашний гербовый король Ольстера Артур Викарс установил сейф в своём кабинете, где и хранил регалии. Семь ключей от кабинета с сейфом были у самого Викарса и его сотрудников, а два ключа к сейфу, где хранились регалии, были только у Викарса. По оценкам современников, Викарс был склонен к употреблению алкоголя и неоднократно напивался на ночь.
Последний раз регалии Великого Магистра надевал лорд-лейтенант Ирландии лорд Абердин 15 марта 1907 года, в преддверии празднования Дня Святого Патрика, отмечавшегося 17 марта. Известно, что 11 июня регалии были в сохранности, в этот день Викарс демонстрировал их посетителю в своём кабинете. Но 6 июля 1907 года было обнаружено, что регалии Великого Магистра исчезли, вместе с ними пропали цепи с регалиями пяти рыцарей Ордена: четырёх здравствовавших (маркиза Ормонда, графа Хоута, графа Эннискиллена и графа Мэйо) и одного покойного (Ричарда Бойла, 9-го графа Корка), стоимостью в 1050 фунтов стерлингов.
Разразился грандиозный скандал, поскольку через четыре дня ожидался визит в Дублин короля Эдуарда VII и королевы Александры на Ирландскую международную выставку, во время которого также было запланировано посвящение в рыцари Ордена Святого Патрика барона Фицпатрика. Узнав о похищении, король пришёл в ярость, но не отменил визит в Дублин, ограничившись лишь отменой церемонии посвящения Фицпатрика.

### Расследование

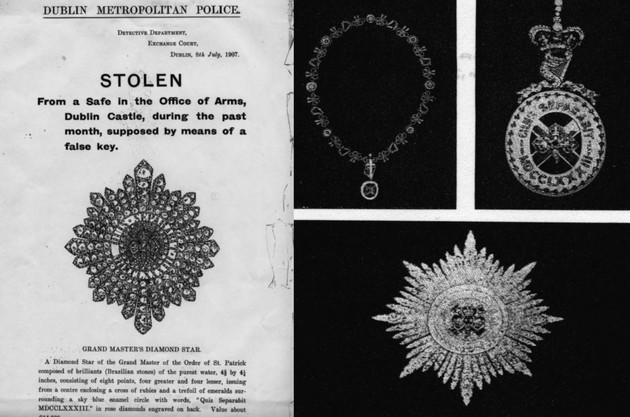
Плакаты дублинской полиции о краже драгоценностей.

Расследованием похищения регалий занялась Дублинская столичная полиция (DMP), в помощь которой 12 июля был направлен инспектор Джон Кейн из Скотленд-Ярда. Дублинская полиция выпустила объявления с изображениями и подробным описанием украденных драгоценностей, которые регулярно публиковались в газетах. Однако, расследование не принесло никаких результатов, а доклад Кейна по итогам расследования никогда не был опубликован. В этой ситуации Викарс отказался уйти в отставку с поста гербового короля Ольстера, а также отказался выступать перед комиссией вице-короля, начавшей работу 10 января 1908 года. Викарс требовал создания специальной Королевской комиссии, которая имела бы право вызывать свидетелей, а также публично обвинил в краже своего заместителя Фрэнсиса Шеклтона, брата знаменитого полярного исследователя Эрнеста Шеклтона. Кейн, в свою очередь, отклонил обвинения в адрес Шеклтона, и в итоговом докладе комиссии вице-короля Шеклтон был реабилитирован. В свою очередь, в докладе было отмечено, что Викарс и его сотрудники «не проявляют должной бдительности или надлежащей опеки в качестве хранителя регалий», после чего Викарс и его сотрудники были вынуждены уйти в отставку в 1908 году.

### Версии похищения
Похищение регалий вызвало большой общественный резонанс: в августе 1907 года на слушаниях в Палате общин лидер Ирландской парламентской партии Патрик О’Брайен обвинил в похищении «лояльных и патриотически настроенных преступников-юнионистов». В некоторых газетах появились намёки, что к похищению может быть причастен лорд Хаддо, сын лорда-лейтенанта Ирландии. В ответ на это Огастен Бирелл, главный секретарь по Ирландии, заявил в Палате общин, что Хаддо находился в Великобритании во время похищения. В 1912 и 1913 годах ирландский политик-националист, член палаты общин Лоуренс Гиннелл предположил, что полицейское расследование 1907 установило личность похитителя, но результат расследования был скрыт, чтобы избежать скандала. Гиннелл также предположил, что украденные регалии находятся «в настоящее время в пределах досягаемости ирландского правительства, ожидающего какого-то правдоподобного метода их обнаружения, не нарушающего Уголовного кодекса». Во время парламентских дебатов 1912 года Гиннелл заявлял:

Полиция в ходе сбора доказательств в связи с исчезновением королевских регалий из Дублинского замка в 1907 году, собрала подтверждения преступного разврата и содомии, совершённых в замке должностными лицами, офицерами армии и ещё некоторыми лицами, разоблачение которых привело бы к отставке главного секретаря по Ирландии. Чтобы предотвратить это, он приостановил действие Уголовного кодекса и назначил комиссию в составе, который гарантировал нужный ему результат.— IRISH CROWN JEWELS (англ.). Дата обращения: 2 июля 2017.
Гиннелл произнёс свою речь в отсутствие необходимого кворума (сорока депутатов Палаты общин), а на следующей неделе Гиннелл назвал имена лиц, подозреваемых им в непристойных действиях — армейский капитан Ричард Горджес и Фрэнсис Шеклтон. После того, как Фрэнсис Шеклтон был заключен в тюрьму в 1914 году за передачу банковского чека, похищенного у вдовы, ирландский пэр 6-й граф Уинтертон выступил с просьбой организовать для расследования Королевскую комиссию, чего в своё время добивался Викарс.
23 ноября 1912 года в газете London Mail появилась статья, в которой утверждалось, что Викарс разрешил своей любовнице сделать копию ключа от сейфа с регалиями, после чего она, вскрыв сейф, сбежала в Париж с драгоценностями. В ответ на это в июле 1913 года Викарс подал на газету в суд за клевету, оценив нанесенный ему моральный ущерб в размере 5000 фунтов стерлингов.
В 1968 году ирландский журналист Бюльмер Хобсон опубликовал статью о похищении регалий, в которой утверждал, что драгоценности были украдены Шеклтоном в соучастии с капитаном Ричардом Горджесом, после того, как они до бесчувствия напоили Викарса виски. По мнению Хобсона, похищенные драгоценности Шеклтон вывез в Амстердам и реализовал за 20 000 фунтов, при условии, что они не будут обрабатываться в течение трёх лет. Хобсон полагает, что Шеклтон и Горджес были гомосексуалистами, и официальное расследования похищения было свёрнуто из опасения вызвать скандал ещё более масштабный, чем гомосексуальные скандалы в Дублинском замке 1884 года. В 1913 году Шеклтон был обвинён в гомосексуальной связи с лордом Рональдом Гауэром.
В обнаруженном в 1970-х годах документе Исполнительного совета Ирландского Свободного государства, датируемом 1927 годом, отмечалось, что премьер-министр У.Косгрейв «понимает, что драгоценности замка продаются и что за их можно выручить от 2 до 3 тысяч фунтов стерлингов».
Томас O’Риордан в 2001 году выдвинул версию, что похищение осуществило Ирландское республиканское братство, которое затем контрабандой вывезло драгоценности в Соединенные Штаты.
Существует точка зрения, высказанная в 2002 году Д.Кафферки и К.Ханнафином, что похищение регалий было результатом юнионистского заговора, организованного с целью смещения либерального кабинета Г.Кэмпбелл-Баннермана, а затем регалии были тайно возвращены королевской фамилии.

### В массовой культуре
Ф.Бэмфорд и В.Бэнкс в книге 1967 года «Порочный круг: исчезновение королевских регалий Ирландии» (англ. Vicious Circle: The Case of the Missing Irish Crown Jewels) высказали предположение, что сюжет рассказа А.Конан Дойла 1908 года «Чертежи Брюса-Партингтона» из цикла о Шерлоке Холмсе возник на основе ситуации с кражей регалий. Предположение основано на том, что Артур Конан Дойл был другом Викарса, а персонаж рассказа Валентайн Уолтер — злоумышленник, изобличённый Холмсом, имеет сходство с Фрэнсисом Шеклтоном.
В 1977 году вышел роман Боба Перрина «Драгоценности» (англ. Jewels), сюжет которого основан на похищении регалий.